# Kempferol
Kempferol je prirodni flavonol iz porodice flavonoida.

## Hemija
Kempferol je žuta kristalna materija sa tačkom ključanja od 276–278 °. On je neznatno rastvoran u vodi, ali je rastvoran u vrućem etanolu i dietil etru.

## Prirodna pojava
On može da bude izolovan iz čaja, broklija, Delphinium, hamamelisa, grejpfruta, kupusa, kelja, pasulja, endivije, praziluka, paradajza, jagoda, grožđa, Prokelja, jabuka, i drugih biljnih izvora.
Kempferol i njegovi glukozidi se mogu izolovati iz metanolnog ekstrakta lista paprati Phegopteris connectilis.